# Wolf Parade
Wolf Parade — канадская инди-рок-группа, образованная в 2003 году в Монреале. Дебютный альбом был записан в Портленде, США в 2004, а вышел в 2005 году при непосредственном участии продюсера и члена группы Modest Mouse Айзека Брока.
Второй альбом, At Mount Zoomer вышел в июне 2008, а в 2010 увидел свет третий альбом Expo 86.
Солист группы Спенсер Круг неоднократно получал лестные отзывы критиков, но не за свои вокальные партии, а за умение сочинять запоминающиеся песни. Круг - весьма занятой музыкант, поскольку работает в нескольких группах, включая Frog Eyes, Sunset Rubdown, Swan Lake и, непосредственно, Wolf Parade, так что практически каждый год выходят не одна и не две пластинки с его участием.
В настоящее время Wolf Parade завершили тур в поддержку третьего альбома и приняли участие в музыкальном фестивале Sasquatch! Music Festival, таким образом группа пока не в силах говорить о дальнейших планах относительно четвёртого альбома.
31 мая 2011 года группа объявила о бессрочном отпуске
.
Пятая в дискографии полноформатная пластинка получила название "Thin Mind" и появилась 24 января 2020 года на лейбле Sub Pop Records. Всего треклист включил 10 композиций.

## Дискография

### Студийные альбомы
- Apologies to the Queen Mary (2005) Sub Pop #158 (США)
- At Mount Zoomer (2008) Sub Pop #45 (США)
- Expo 86 (2010) Sub Pop #48 (США)
- Cry Cry Cry (2017) Sub Pop
- Thin Mind (2020) Sub Pop

### Мини-альбомы
- Wolf Parade (2003) самостоятельно изданный
- Wolf Parade (2004) самостоятельно изданный
- Wolf Parade (2005) Sub Pop

### Синглы
- «Modern World» (2006, Sub Pop)
- «Shine a Light» (2006, Sub Pop)
- «I'll Believe in Anything» (2006, Sub Pop)
- «Call It a Ritual» (2008, Sub Pop)
- «Language City» (2008, Sub Pop)
- «Semi-Precious Stone» / «Agents of Love» (2010, Sub Pop)